# Lac de Lepel
Le lac de Lepel (Лепельское озеро en russe ; Лепельскае возера en biélorusse) est un lac de la région de Vitebsk en Biélorussie.

## Description
La ville de Lepel le borde au sud. Sa longueur est de 7,57 km, sa largeur de 2,03 km sur une surface de 10,18 km2. Sa profondeur moyenne est de 13 à 15 m avec un maximum de 33,7 m.
La rivière Essa prend sa source au sud du lac. Cette petite rivière est, depuis la construction du canal de la Bérézina entre 1797 et 1804, une partie de ce canal. La rivière Oulla, affluent gauche de la Daugava, y prend aussi sa source au sud-est.
Le lac de Lepel est un lieu apprécié des plaisanciers. Il y a sept petites îles sur le lac, pour une surface totale de 6,3 hectares.